# Badminton na Letnich Igrzyskach Olimpijskich 2020 – mikst
Gra mieszana podczas XXXII Letnich Igrzysk Olimpijskich w Tokio odbywała się w dniach od 24 lipca do 30 lipca 2021 roku w Musashino Forest Sports Plaza. W rywalizacji udział 16 par z 14 krajów.

## Zasady turnieju
Zawodnicy zostali podzieleni na cztery grupy, w których rywalizowano systemem każdy z każdym. Dwie najlepsze pary z każdej z grup awansowały do ćwierćfinału. Od tego czasu rywalizacja przybrała formę pucharową. W trakcie całego turnieju mecze grało się do dwóch zwycięskich setów.

## Rozstawieni zawodnicy
1. Zheng Siwei / Huang Yaqiong
2. Wang Yilyu / Huang Dongping
3. Dechapol Puavaranukroh / Sapsiree Taerattanachai
4. Praveen Jordan / Melati Daeva Oktavianti

## Faza grupowa

### Grupa A
| Zawodnicy                     | Mecz | W | P | S+ | S- | Pkt. | Uwagi |
| ----------------------------- | ---- | - | - | -- | -- | ---- | ----- |
| Zheng Siwei Huang Yaqiong     | 3    | 3 | 0 | 6  | 0  | 3    | Q     |
| Seo Seung-jae Chae Yoo-jung   | 3    | 2 | 1 | 4  | 3  | 2    | Q     |
| Robin Tabeling Selena Piek    | 3    | 1 | 2 | 3  | 4  | 1    |       |
| Adham Hatem Elgamal Doha Hany | 3    | 0 | 3 | 0  | 6  | 0    |       |

| Data     | Zawodnik 1                  | Wynik           | Zawodnik 2                    |
| -------- | --------------------------- | --------------- | ----------------------------- |
| 24 lipca | Zheng Siwei Huang Yaqiong   | 21-5 21-10      | Adham Hatem Elgamal Doha Hany |
| 24 lipca | Seo Seung-jae Chae Yoo-jung | 16-21 -15 21-11 | Robin Tabeling Selena Piek    |
| 25 lipca | Zheng Siwei Huang Yaqiong   | 21-15 22-20     | Robin Tabeling Selena Piek    |
| 25 lipca | Seo Seung-jae Chae Yoo-jung | 21-7 21-3       | Adham Hatem Elgamal Doha Hany |
| 26 lipca | Robin Tabeling Selena Piek  | 21-9 21-4       | Adham Hatem Elgamal Doha Hany |
| 26 lipca | Zheng Siwei Huang Yaqiong   | 21-14 21-17     | Seo Seung-jae Chae Yoo-jung   |

### Grupa B
| Zawodnicy                                      | Mecz | W | P | S+ | S- | Pkt. | Uwagi |
| ---------------------------------------------- | ---- | - | - | -- | -- | ---- | ----- |
| Marcus Ellis Lauren Smith                      | 3    | 3 | 0 | 6  | 0  | 3    | Q     |
| Dechapol Puavaranukroh Sapsiree Taerattanachai | 3    | 2 | 1 | 4  | 2  | 2    | Q     |
| Thom Gicquel Delphine Delrue                   | 3    | 1 | 2 | 2  | 4  | 1    |       |
| Joshua Hurlburt-Yu Josephine Wu                | 3    | 0 | 3 | 0  | 6  | 0    |       |

| Data     | Zawodnik 1                                     | Wynik       | Zawodnik 2                      |
| -------- | ---------------------------------------------- | ----------- | ------------------------------- |
| 24 lipca | Marcus Ellis Lauren Smith                      | 21-18 21-17 | Thom Gicquel Delphine Delrue    |
| 24 lipca | Dechapol Puavaranukroh Sapsiree Taerattanachai | 21-13 21-6  | Joshua Hurlburt-Yu Josephine Wu |
| 25 lipca | Dechapol Puavaranukroh Sapsiree Taerattanachai | 21-9 21-15  | Thom Gicquel Delphine Delrue    |
| 25 lipca | Marcus Ellis Lauren Smith                      | 21-13 21-19 | Joshua Hurlburt-Yu Josephine Wu |
| 26 lipca | Dechapol Puavaranukroh Sapsiree Taerattanachai | 17-21 19-21 | Marcus Ellis Lauren Smith       |
| 26 lipca | Thom Gicquel Delphine Delrue                   | 21-12 21-13 | Joshua Hurlburt-Yu Josephine Wu |

### Grupa C
| Zawodnicy                              | Mecz | W | P | S+ | S- | Pkt. | Uwagi |
| -------------------------------------- | ---- | - | - | -- | -- | ---- | ----- |
| Yūta Watanabe Arisa Higashino          | 3    | 3 | 0 | 6  | 1  | 3    | Q     |
| Praveen Jordan Melati Daeva Oktavianti | 3    | 2 | 1 | 4  | 3  | 2    | Q     |
| Mathias Christiansen Alexandra Bøje    | 3    | 1 | 2 | 3  | 4  | 1    |       |
| Simon Leung Gronya Somerville          | 3    | 0 | 3 | 1  | 6  | 0    |       |

| Data     | Zawodnik 1                             | Wynik             | Zawodnik 2                          |
| -------- | -------------------------------------- | ----------------- | ----------------------------------- |
| 24 lipca | Yūta Watanabe Arisa Higashino          | 20-22 21-11 21-15 | Mathias Christiansen Alexandra Bøje |
| 24 lipca | Praveen Jordan Melati Daeva Oktavianti | 20-22 21-17 21-13 | Simon Leung Gronya Somerville       |
| 25 lipca | Praveen Jordan Melati Daeva Oktavianti | 24-22 21-19       | Mathias Christiansen Alexandra Bøje |
| 25 lipca | Yūta Watanabe Arisa Higashino          | 21-7 21-15        | Simon Leung Gronya Somerville       |
| 26 lipca | Praveen Jordan Melati Daeva Oktavianti | 13-21 10-21       | Yūta Watanabe Arisa Higashino       |
| 26 lipca | Mathias Christiansen Alexandra Bøje    | 21-6 21-14        | Simon Leung Gronya Somerville       |

### Grupa D
| Zawodnicy                   | Mecz | W | P | S+ | S- | Pkt. | Uwagi |
| --------------------------- | ---- | - | - | -- | -- | ---- | ----- |
| Wang Yilyu Huang Dongping   | 3    | 3 | 0 | 6  | 0  | 3    | Q     |
| Tang Chun Man Tse Ying Suet | 3    | 2 | 1 | 4  | 4  | 2    | Q     |
| Mark Lamsfuß Isabel Lohau   | 3    | 1 | 2 | 3  | 4  | 1    |       |
| Chan Peng Soon Goh Liu Ying | 3    | 0 | 3 | 1  | 6  | 0    |       |

| Data     | Zawodnik 1                  | Wynik             | Zawodnik 2                  |
| -------- | --------------------------- | ----------------- | --------------------------- |
| 24 lipca | Wang Yilyu Huang Dongping   | 24-22 21-17       | Mark Lamsfuß Isabel Lohau   |
| 24 lipca | Chan Peng Soon Goh Liu Ying | 18-21 -10 16-21   | Tang Chun Man Tse Ying Suet |
| 25 lipca | Chan Peng Soon Goh Liu Ying | 12-21 15-21       | Mark Lamsfuß Isabel Lohau   |
| 25 lipca | Wang Yilyu Huang Dongping   | 21-12 21-18       | Tang Chun Man Tse Ying Suet |
| 26 lipca | Tang Chun Man Tse Ying Suet | 22-20 20-22 21-16 | Mark Lamsfuß Isabel Lohau   |
| 26 lipca | Wang Yilyu Huang Dongping   | 21-13 21-19       | Chan Peng Soon Goh Liu Ying |

## Finały
|  |              |                                                |              |                             |              |    |    |                               |                               |           |                             |           |                   |                   |                   |                   |                   |       |       |
|  | Ćwierćfinały | Ćwierćfinały                                   | Ćwierćfinały | Ćwierćfinały                | Ćwierćfinały |    |    | Półfinały                     | Półfinały                     | Półfinały | Półfinały                   | Półfinały |                   |                   | Finał             | Finał             | Finał             | Finał | Finał |
|  | Ćwierćfinały | Ćwierćfinały                                   | Ćwierćfinały | Ćwierćfinały                | Ćwierćfinały |    |    | Półfinały                     | Półfinały                     | Półfinały | Półfinały                   | Półfinały |                   |                   | Finał             | Finał             | Finał             | Finał | Finał |
|  |              |                                                |              |                             |              |    |    |                               |                               |           |                             |           |                   |                   |                   |                   |                   |       |       |
|  |              |                                                |              |                             |              |    |    |                               |                               |           |                             |           |                   |                   |                   |                   |                   |       |       |
|  | A1           | Zheng Siwei Huang Yaqiong                      | 21           | 21                          |              |    |    |                               |                               |           |                             |           |                   |                   |                   |                   |                   |       |       |
|  | A1           | Zheng Siwei Huang Yaqiong                      | 21           | 21                          |              |    |    |                               |                               |           |                             |           |                   |                   |                   |                   |                   |       |       |
|  | C2           | Praveen Jordan Melati Daeva Oktavianti         | 17           | 15                          |              |    |    |                               |                               |           |                             |           |                   |                   |                   |                   |                   |       |       |
|  | C2           | Praveen Jordan Melati Daeva Oktavianti         | 17           | 15                          |              |    | A1 | Zheng Siwei Huang Yaqiong     | 21                            | 21        |                             |           |                   |                   |                   |                   |                   |       |       |
|  |              |                                                |              |                             |              |    | A1 | Zheng Siwei Huang Yaqiong     | 21                            | 21        |                             |           |                   |                   |                   |                   |                   |       |       |
|  |              |                                                | D2           | Tang Chun Man Tse Ying Suet | 16           | 12 |    |                               |                               |           |                             |           |                   |                   |                   |                   |                   |       |       |
|  | B1           | Marcus Ellis Lauren Smith                      | D2           | Tang Chun Man Tse Ying Suet | 16           | 12 | 13 | 18                            |                               |           |                             |           |                   |                   |                   |                   |                   |       |       |
|  | B1           | Marcus Ellis Lauren Smith                      |              |                             |              |    |    |                               |                               |           |                             |           |                   |                   |                   |                   |                   |       |       |
|  | D2           | Tang Chun Man Tse Ying Suet                    | 21           | 21                          |              |    |    |                               |                               |           |                             |           |                   |                   |                   |                   |                   |       |       |
|  | D2           | Tang Chun Man Tse Ying Suet                    | 21           | 21                          |              |    | A1 | Zheng Siwei Huang Yaqiong     | 17                            | 21        | 19                          |           |                   |                   |                   |                   |                   |       |       |
|  |              |                                                |              |                             |              |    |    |                               |                               |           |                             |           |                   |                   |                   |                   |                   |       |       |
|  |              |                                                | D1           | Wang Yilyu Huang Dongping   | 21           | 17 | 21 |                               |                               |           |                             |           |                   |                   |                   |                   |                   |       |       |
|  | C1           | Yūta Watanabe Arisa Higashino                  | D1           | Wang Yilyu Huang Dongping   | 21           | 17 | 21 | 15                            | 21                            | 21        |                             |           |                   |                   |                   |                   |                   |       |       |
|  | C1           | Yūta Watanabe Arisa Higashino                  |              |                             |              |    |    |                               |                               | 21        |                             |           |                   |                   |                   |                   |                   |       |       |
|  | B2           | Dechapol Puavaranukroh Sapsiree Taerattanachai | 21           | 16                          | 14           |    |    |                               |                               |           |                             |           |                   |                   |                   |                   |                   |       |       |
|  | B2           | Dechapol Puavaranukroh Sapsiree Taerattanachai | 21           | 16                          | 14           |    |    | C1                            | Yūta Watanabe Arisa Higashino | 23        | 15                          | 14        | Mecz o 3. miejsce | Mecz o 3. miejsce | Mecz o 3. miejsce | Mecz o 3. miejsce | Mecz o 3. miejsce |       |       |
|  |              |                                                |              |                             |              |    |    | C1                            | Yūta Watanabe Arisa Higashino | 23        | 15                          | 14        | Mecz o 3. miejsce | Mecz o 3. miejsce | Mecz o 3. miejsce | Mecz o 3. miejsce | Mecz o 3. miejsce |       |       |
|  |              |                                                | D1           | Wang Yilyu Huang Dongping   | 21           | 21 | 21 |                               |                               |           |                             |           |                   |                   |                   |                   |                   |       |       |
|  | A2           | Seo Seung-jae Chae Yoo-jung                    | D1           | Wang Yilyu Huang Dongping   | 21           | 21 | 21 | 9                             | 16                            |           |                             |           |                   |                   |                   |                   |                   |       |       |
|  | A2           | Seo Seung-jae Chae Yoo-jung                    |              |                             |              |    |    |                               |                               | D2        | Tang Chun Man Tse Ying Suet | 17        | 21                |                   |                   |                   |                   |       |       |
|  | D1           | Wang Yilyu Huang Dongping                      | 21           | 21                          |              |    |    |                               |                               | D2        | Tang Chun Man Tse Ying Suet | 17        | 21                |                   |                   |                   |                   |       |       |
|  | D1           | Wang Yilyu Huang Dongping                      | 21           | 21                          |              |    | C1 | Yūta Watanabe Arisa Higashino | 21                            | 23        |                             |           |                   |                   |                   |                   |                   |       |       |
|  |              |                                                |              |                             |              |    | C1 | Yūta Watanabe Arisa Higashino | 21                            | 23        |                             |           |                   |                   |                   |                   |                   |       |       |